# Снэр (мифология)
Снэр (др.-сканд. Snær) — в скандинавской мифологии великан (ётун), персонификация снега.

## Этимология
Snær в древнескандинавском языке означает «снег» и имеет, предположительно, индоевропейские корни. Сходные переводы можно встретить и в других современных языках (англ. Snow, нем. Schnee).

## Снэр в древнескандинавских источниках
В «Саге об оркнейцах» о Снэре говорится следующее: 

«Жил один правитель, его звали Форньот... У Форньота было трое сыновей: Хлер (которого мы также называем Эгир), второго звали Логи, а третьего – Кари, он был отцом Фрости, у Фрости был сын Снэр Старый, который был отцом Торри. У Торри было два сына – Нор и Гор, и дочь по имени Гои.»
В одной из «Саг о древних временах», где также рассказывается о происхождении и потомках Снэра, детали повествования немного отличаются: 

«Одного человека звали Форньот. У него было три сына: первый Хлер, второй Логи и третий Кари. Кари повелевал ветрами, Логи — огнём, а Хлер — морем. Кари был отцом Ёкуля, отца конунга Снэра, а детьми конунга Снэра были Торри, Фённ, Дрива и Мьёлль.»
Там же утверждается, что Снэр прожил 300 зим, и от него ведёт свою родословную король Норвегии Харальд I Прекрасноволосый.
В главе XIII «Саги об Инглингах» можно встретить упоминание о конунге финнов Сньяре Старом, который, по всей видимости, идентичен со Снэром.
В книге VIII «Деяний данов» Саксон Грамматик повествует о легендарном датском короле Снио (лат. Snio), соответствующем исландскому Снэру. В средневековых «Хрониках конунгов из Лейре» Снио (лат. Snyo) представлен необычайно жестоким и несправедливым правителем.
В строфе 23 «Песни о Риге», относимой к «Старшей Эдде», есть упоминание о некоей Снёр (др.-сканд. Snǫr, «сноха»), однако к Снэру этот персонаж никакого отношения не имеет.

## Интерпретации и мнения
Значения имён родителей и потомков Снэра связаны со снегом и льдом: Ёкуль — «ледник», «сосулька», «лёд», Фрости — «мороз», Торри — «мороз без снега», Фённ — «сугроб», Дрива — «сугроб», Мьёлль — «сухой», «свежий снег», Нор — «север», Гор — «морской снег», Гои обозначает наибольшее волнение на море, происходящее в марте. Вероятно, в основе этих персонажей лежал какой-то древней миф о холодном северном ветре, производящем лед и снег в их различных формах, либо эти образы — лишь плод творческого воображения скальдов, не имеющие какой-либо основы в скандинавском фольклоре.
Немецкий филолог и мифолог Якоб Гримм отмечал, что невероятно долгой жизнью как Снэр наделены не только ветхозаветные праотцы, но и многие персонажи скандинавских и германских сказаний, прожившие согласно легендам от 300 до 500 лет. Таким образом, Снэр достиг возраста вечных снегов, лежащих на вершинах гор, олицетворением которых он и является. Эпизод похищения Снэром-Снио жены короля свеонов, рассказанный Саксоном Грамматиком, находил своё аллегорическое объяснение в наступлении зимы. А поскольку порою Форньот и прародитель всех великанов Имир считались одним и тем же персонажем, то его потомок Снэр включался в число инеистых великанов (хримтурсов).
В неоязыческом движении Асатру Снэр связывается с Фимбулвинтер, апокалиптической зимой, предшествующей концу света.